# (16908) Groeselenberg
(16908) Groeselenberg (1998 DD33) – planetoida z pasa głównego asteroid okrążająca Słońce w ciągu 3,69 lat w średniej odległości 2,38 j.a. Odkryta 17 lutego 1998 roku.